# Trochocyathus hastatus
Trochocyathus hastatus är en korallart som beskrevs av Bourne 1903. Trochocyathus hastatus ingår i släktet Trochocyathus och familjen Caryophylliidae. Inga underarter finns listade i Catalogue of Life.